# Borde/Bellevaux
Pour les articles homonymes, voir Bellevaux et Borde.
Borde/Bellevaux est un quartier de la ville suisse de Lausanne, situé au nord de celle-ci.